# Tony Campos
Antonio „Tony” Campos (ur. 8 marca 1973 w Los Angeles w stanie Kalifornia) – amerykański muzyk, wokalista i autor tekstów.
Od 2002 członek formacji Asesino. W latach 2007–2008 i 2011-2012 współpracował z grupą Ministry. W latach 2011–2012 występował w zespole Possessed w którym zastąpił Bay Corteza. Natomiast w latach 2011-2015 był związany z formacją Soulfly. W 2014 roku ponownie dołączył do formacji Ministry. Rok później został członkiem grupy Fear Factory.
W 2020 wraz z innymi muzykami nagrał piosenkę pt. „Manifest2020”, będącą przeróbką utworu pt. „Manifest” grupy Sepultura, wydanego pierwotnie na albumie Chaos A.D. z 1993, aczkolwiek z osobnym tekstem, odnoszącym się do sprawy śmierci Breonny Taylor.
Wszedł w skład ogłoszonego w 2021 projektu muzycznego, a oprócz niego znaleźli się w jego składzie gitarzysta Marc Rizzo i perkusista Christian „Opus” Lawrence.

## Instrumentarium
- Fernandes Tremor 5[9]

## Dyskografia
- Agony - Reborn (2002, Sum Records, gościnnie gitara basowa)
- Divine Heresy - Bleed the Fifth (2007, Roadrunner Records, gościnnie gitara basowa)
- Dia de los Muertos - Satánico dramático (2011, Cinismo Records, gościnnie śpiew)
- Soulfly - Enslaved (2012, Roadrunner Records)
- Prong - Carved into Stone (2012, Long Branch Records)
- Devolved - Reprisal (2012, Unique Leader Records, gościnnie śpiew)
- Soulfly - Savages (2013, Nuclear Blast)
- Prong - Ruining Lives (2014, Steamhammer Records)
- Soulfly - Archangel (2015, Nuclear Blast)